# جایزه (کتاب)
جایزه کتابی از رضا رهگذر است که در سال ۱۳۶۱ منتشر و در مراسم کتاب سال جمهوری اسلامی ایران به‌عنوان کتاب برگزیده معرفی شد.